# ناحیه برانت، میشیگان
ناحیه برانت (به انگلیسی: Brant Township) یک منطقهٔ مسکونی در ایالات متحده آمریکا است که در شهرستان سگینا، میشیگان واقع شده‌است.
 ناحیه برانت ۹۶٫۰ کیلومتر مربع مساحت و ۲٬۰۱۲ نفر جمعیت دارد و ۱۸۷ متر بالاتر از سطح دریا واقع شده‌است.